# August Ludwig Hülsen
August Ludwig Hülsen (* 3. Mai 1765 in Aken; † 24. September 1809 in Stechow; Pseudonym Hegekern) war ein deutscher Philosoph der Frühromantik und Pädagoge.
Hülsen hatte Kontakt zu den Frühromantikern, war auch Hauslehrer bei Friedrich de la Motte Fouqué, den er mit deren Theorien vertraut machte. Von Friedrich Schlegel wurde er in den höchsten Tönen gelobt. Philosophisch vertrat Hülsen eine Form des Idealismus, die ihn als Kritiker von Immanuel Kant in die Nähe von Johann Gottlieb Fichte rückte. Politisch grenzte er sich von der national verstandenen Mittelalter-Begeisterung der Romantiker ab. Man kann bei ihm leichte anarchistische Tendenzen erkennen. Später beschäftigte er sich mit Theorien des Magnetismus.